# The Ring (revista)

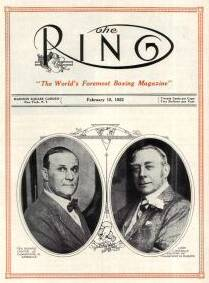
Cubierta de la primera edición de la revista.

The Ring, también llamada Ring Magazine, es una revista estadounidense de boxeo que fue publicada por primera vez en 1922. En sus comienzos fue una revista sobre boxeo y lucha pero se especializó en la primera. Actualmente es propiedad de la empresa Golden Boy Enterprises de Óscar De La Hoya.

## Historia
Fue editada por primera vez por Nat Fleischer, ayudando a boxeadores desconocidos a hacerse famosos y cubriendo los más grandes eventos de la época. Dan Daniel fue cofundador y un importante contribuidor para la revista, a la que llamaba "La Biblia del boxeo".
En 1977, se crearon tres versiones de la revista a nivel internacional. La primera fue en la versión en español, que se llamó Ring en español y que fue publicada en Venezuela y distribuida a los países de habla hispana y Estados Unidos, hasta 1985. Había también una versión en idioma japonés, publicada en Tokio y otra en idioma francés, publicada en París.
Algunos de los boxeadores que han aparecido en la portada de la revista han sido Andrew Golota, Salvador Sánchez, Jack Dempsey, Max Schmeling, Joe Louis, Sugar Ray Robinson, Jake LaMotta, Rocky Marciano, Willie Pep, Muhammad Ali, Alexis Argüello, Francisco Martínez, Wilfredo Gómez, Roberto Durán, Larry Holmes, Marvin Hagler, Sugar Ray Leonard, Bud Taylor, Mike Tyson, Evander Holyfield, Floyd Mayweather Jr., Thomas Hearns, Roy Jones, Jr., Bernard Hopkins, Julio César Chávez, Félix Trinidad, Manny Pacquiao, Oscar De La Hoya, Maravilla Martínez, Mauro Mina o Ricardo Mayorga. En 1977, la boxeadora Cathy "Cat" Davis llegó a ser la primera y única boxeadora en ser la portada de la revista. La revista ha usado portadas de famosos artistas como LeRoy Neiman o Richard T. Slone.